# Дремуха
Дремуха — железнодорожная станция в Удомельском городском округе Тверской области.

## География
Железнодорожная станция находится в северной части Тверской области на расстоянии приблизительно 21 км на запад северо-запад по прямой от железнодорожного вокзала города Удомля у железнодорожной линии Бологое-Удомля.

## История
Станция была открыта в 1932 году. До 2015 года входила в состав Мстинского сельского поселения до упразднения последнего. С 2015 года в составе Удомельского городского округа.

## Население
Численность населения не была учтена как в 2002 году, так и в 2010.